# 埃里克十四世
埃里克十四世（Erik XIV，1533年12月13日—1577年2月26日）瓦萨王朝的第二位瑞典国王（1560年—1568年在位）。他是古斯塔夫一世与凯瑟琳·冯·萨克森—劳恩堡的长子，生于斯德哥尔摩。1561年6月25日加冕。
埃里克十四世为了争夺波罗的海霸权而参加立窝尼亚战争和北方战争。
埃里克十四世是一个有学问的人，热衷于研究天文学、历史、数学、音乐和军事理论。但同时他又是一个残忍多疑的人。从16世纪60年代起他可能患有精神病。
埃里克十四世的异母弟弟芬兰公爵约翰（即约翰三世）长年企图夺取王位。在多年斗争之后，埃里克十四世终于失败，遭议会废黜并被终身监禁。1577年，埃里克十四世在囚禁的城堡中逝世，他可能被约翰三世下令毒死的。

## 家庭
埃里克十四世在結婚前曾有過幾段戀情。
與阿格達·佩斯多特：
1. 維吉尼亞·埃里克斯多塔（Virginia Eriksdotter，1559–1633；在世後裔）
2. 康斯坦提亞·埃里克斯多塔（Constantia Eriksdotter，1560–1649；在世後裔）
3. 盧克麗霞·埃里克斯多特（Lucretia Eriksdotter，1564 年 - 1574 年後）英年早逝。

與卡琳·雅各布斯多特：
1. 一名不知名的孩子於 1565 年 4 月去世。

埃里克十四世最終於1568年7月4日與卡琳·蒙斯多特（Karin Månsdotter，1550-1612年）結婚； 他們的孩子是：
1. 西格麗德（英语：Sigrid of Sweden (1566–1633)）
2. 古斯塔夫
3. 亨利克 (1570年–1574年)
4. 阿諾德 (1572年–1573年)

埃里克十四世还有几个非婚生子女。
| 埃里克十四世瓦薩王朝出生于：1533年12月13日逝世於：1577年2月26日 | 埃里克十四世瓦薩王朝出生于：1533年12月13日逝世於：1577年2月26日 | 埃里克十四世瓦薩王朝出生于：1533年12月13日逝世於：1577年2月26日 |
| 統治者頭銜                                                      | 統治者頭銜                                                      | 統治者頭銜                                                      |
| --------------------------------------------------------------- | --------------------------------------------------------------- | --------------------------------------------------------------- |
| 前任： 古斯塔夫一世                                             | 瑞典国王 1560年—1568年                                          | 繼任： 约翰三世                                                 |